# スーパーロボット大戦OGサーガ 魔装機神F COFFIN OF THE END
『スーパーロボット大戦OGサーガ 魔装機神F COFFIN OF THE END』（スーパーロボットたいせんオージーサーガ まそうきしんエフ コフィン・オブ・ジ・エンド）は、バンダイナムコゲームスより2014年8月28日に発売されたPlayStation 3用ゲームソフト。後述する数量限定生産版も同時発売。
キャッチコピーは、「”静死の棺”に囚われた地底世界ラ・ギアスで、最大最後の戦いが始まる――」。

## 概要
「スーパーロボット大戦シリーズ」のカテゴリの一つである「魔装機神シリーズ」の一作。2013年に発売された『スーパーロボット大戦OGサーガ 魔装機神III PRIDE OF JUSTICE』（以下『POJ』）の直接の続編にあたり、魔装機神シリーズとしても『魔装機神 THE LORD OF ELEMENTAL』から続く、異世界「ラ・ギアス」を舞台とした一連のストーリーの完結編となる。なお、これがウィンキーソフトが製作に携わった最後のスーパーロボット大戦シリーズである。
PS3・PS Vitaのマルチプラットフォームであった『POJ』に対して本作品はPS3版のみのリリースとなる。

## システム
TR（トランスレート）ゲージ
本作に登場する兵器「レイブレード」とその強化形態「レイブレードLF」に与えられたゲージ。敵機を撃墜する度にゲージが上昇し、100%になると強力な武器が使用可能になる。

## プロモーション
数量限定生産版
本作品と『POJ』の戦闘アニメデモを閲覧できる「バトルビューアー」、シリーズのBGMを全曲収録した「コンプリートサウンドトラック」、メカニック設定画や阪田雅彦による描き下ろし小説を収録した「スペシャルブックレット」を同梱した限定版。
webラジオ
本作のプロモーションとして、スーパーロボット大戦公式ブログのWEBラジオ版が「熱血!必中!ボイス・スパログ! 〜魔装機神F篇〜」として2014年8月12日から8月27日まで配信された。パーソナリティーは主人公マサキ・アンドー役の緑川光とプロデューサーの寺田貴信。